# Педротти, Карло
Карло Педротти (итал. Carlo Pedrotti; 14 марта 1817 года, Верона, королевство Ломбардия-Венето — 16 октября 1893 года, Верона, королевство Италия) — итальянский композитор и дирижёр.

## Биография
Карло Педротти родился 12 ноября 1817 года в Вероне, в королевстве Ломбардия-Венето. Музыкальное образование получил у Доменико Форони в Вероне. Он написал две оперы-сериа, которые никогда не были поставлены. В 1840 году в родном городе состоялась премьера его оперы-семисерии «Лина» (итал. Lina). В следующем году была поставлена его вторая опера «Клара де Мален» (итал. Clara di Mailand), успех которой сделал композитора известным в Италии.
С 1841 по 1846 год занимал место дирижёра в театре Итальянской оперы в Амстердаме, где им были написаны оперы «Матильда» (итал. Matilde) и «Дочь лучника» (итал. La figlia dell'arciere).
Вернувшись в Верону, сотрудничал с Театро Нуово и Театро Филармонико, сочинив 10 опер. Здесь в 1856 году была поставлена его опера «Все в маске» (итал. Tutti in maschera), признанная самым лучшим произведением композитора.
В 1868 году он переехал в Турин, где поступил на место дирижёра в Тетаро Реджио, руководил постановкой концертных программ и музыкальным лицеем, будущей Туринской консерваторией имени Джузеппе Верди.  Здесь среди его учеников были оперный певец Франческо Таманьо, композитор Раффаэло Скваризе.
После смерти Джоаккино Россини в ноябре 1868 года Карло Педротти был одним из композиторов, приглашённых Джузеппе Верди, принять участие в написании «Реквиема» в память о Джоаккино Россини, который планировалось поставить в годовщину смерти композитора. Он сочинил часть «Трубы удивительный глас» (итал. Tuba mirum) — соло для баритона и хора. По разным причинам «Реквием» никогда не был поставлен.
В 1892 году возглавил Пезарскую консерваторию имени Джоаккино Россини. Здесь его учеником был оперный певец Алессандро Бончи. В следующем году он вернулся в Верону.
Находясь в состоянии тяжелой депрессии, Карло Педротти покончил жизнь самоубийством, 16 октября 1893 года сбросившись с моста в реку Адидже в Вероне.

## Творческое наследие
Творческое наследие композитора включает 19 опер.